# Šest směšných
Šest směšných (v anglickém originále The Ridiculous 6) je americký hraný film z roku 2015. Natočil jej režisér Frank Coraci podle scénáře, na němž spolupracovali Tim Herlihy a Adam Sandler. Sandler ve filmu rovněž ztvárnil jednu z hlavních rolí. Po jeho boku zde vystupovali například Terry Crews, Jorge Garcia, Taylor Lautner, Rob Schneider, Luke Wilson a Steve Buscemi. Film vyvolal kontroverze poté, co z jeho natáčení odešlo několik herců indiánského původu na protest proti tomu, jak Sandler ve scénáři zobrazil jejich kulturu. Premiéru měl 1. prosince 2015 v Los Angeles. O deset dnů později byl uveden celosvětově na serveru Netflix.